# A Summer Story
A Summer Story (br Uma História de Amor) é um filme britânico de 1988, do  gênero drama romântico, dirigido por Piers Haggard, sobre roteiro de Penelope Mortimer, baseado no conto The Apple Tree, de John Galsworthy. A trilha sonora é de Georges Delerue.

## Sinopse
Um aristocrata recorda um momento de sua juventude no início do século XX, em que se envolveu com uma gentil camponesa e se apaixonou, e a abandonou esquecendo sua promessa de voltar, encontrando arrebatadoras revelações.

## Elenco
- James Wilby ....... Mr. Ashton
- Imogen Stubbs ....... Megan David
- Susannah York ....... Mrs. Narracombe
- Kenneth Colley ....... Jim (como Ken Colley)
- Jerome Flynn ....... Joe Narracombe
- Lee Billett ....... Nick
- Oliver Perry ....... Rick
- Harry Burton ....... Garton
- Sophie Ward ....... Stella Halliday
- John Elmes ....... Mr. Halliday
- Camilla Power ....... Sabina Halliday
- Juliette Fleming ....... Freda Halliday
- Sukie Smith ....... Betsy
- John Savident ....... Funcionário do banco
- Rachel Joyce ....... Garota do correio